# 浅川満彦
浅川 満彦（あさかわ みつひこ、1959年12月19日 - ）は、日本の寄生虫学者。山梨県出身。

## 人物
1959年12月19日、山梨県韮崎市生まれ。1979年酪農学園大学に入学、その後北海道大学大学院博士後期課程に進学。現在、酪農学園大学獣医学群獣医寄生虫病学教授。野生鳥獣や動物園展示動物の寄生虫について研究する。
学位は、獣医学修士（酪農学園大学）、博士（獣医学）（酪農学園大学）、MSc in Wild Animal Health (Royal Veterinary College)（英国王立獣医大学野生動物医学修士）。
所属学会は、日本獣医学会、Wildlife Disease Association、日本獣医師会、日本寄生虫学会（評議員）、日本野生動物医学会（理事）、日本哺乳類学会、日本鳥学会、日本生物地理学会（編集委員）、日本線虫学会など。
娘に漫画家の浅山わかびがいる。

## 略歴
- 1959年(昭和34年)12月19日、山梨県韮崎市に生まれる[1]
- 1983年(昭和58年)3月、酪農学園大学酪農学部獣医学科卒業[3]
- 1985年(昭和60年)
  - 3月、酪農学園大学大学院獣医学研究科修士修了[3]
  - 6月、獣医師免許取得[3]
  - 10月、北海道大学大学院獣医学研究科形態機能学専攻博士後期課程中途退学[3]
  - 11月、酪農学園大学助手[3]
- 1986年(昭和61年)3月、獣医学修士、酪農学園大学：日本産齧歯類および食虫類の内部寄生虫の分類学的および生物地理学的研究[3]
- 1989年(平成元年)4月、酪農学園大学講師：獣医寄生虫学実習、獣医寄生虫学特論、特別実習、獣医学演習担当[3]
- 1994年(平成6年)6月、酪農学園大学より博士（獣医学）の学位を取得、学位論文の題は「日本列島産野ネズミ類に見られる寄生線虫相の生物地理学的研究ー特にヘリグモソームム科線虫の由来と変遷に着目して」[3]
- 1995年(平成7年)4月、 酪農学園大学助教授[3]
- 1996年(平成8年)4月、以上の科目に加え、獣医学専門基礎科目・野生動物学担当[3]
- 1998年(平成10年)4月、以上の科目に加え、環境システム学専門科目・生物多様性論担当[3]
- 1999年(平成11年)4月、以上の科目に加え、短期大学部専門科目・家畜衛生学担当[3]
- 2000年(平成12年)10月、（2001年9月まで）英国Royal Veterinary Collegeにて野生動物医学と寄生蠕虫学の研究留学[3]
- 2001年(平成13年)11月、MSc in Wild Animal Health (Royal Veterinary College)（英国王立獣医大学野生動物医学修士）[3]
- 2003年(平成15年)4月、以上に加え、文部科学省ハイテクリサーチセンター施設「野生動物医学センター」責任者兼任[3]

## 著書
- 長谷川英男; 浅川満彦 (2003), Parasitic helminth fauna of terrestrial vertebrates in Japan. In: (Otsuru, M., Kamegai, S. and Hayashi, S.eds.)Progress of Medical Parasitology in Japan, Vol. 7, Tokyo: Meguro Parasitological Museum, pp. 129-145

- 浅川満彦 (2005), 増田隆一, ed., 齧歯類と線虫による宿主-寄生体関係の生物地理.動物地理の自然史, 北海道大学図書刊行会

- 浅川満彦 (2004), 鳥には虫がいっぱい？鳥と寄生虫の腐れ縁．森の野鳥に学ぶ101のヒント, 日本林業技術協会, pp. 142-143

- 浅川満彦 (2004), 野鳥もかかれば大量死？鳥の感染症の話．森の野鳥に学ぶ101のヒント, 日本林業技術協会, pp. 144-145

## 論文
- 国立情報学研究所収録論文 国立情報学研究所

- 浅川満彦 (2002), “愛知学院大学歯科資料展示室の紹介”, Zoo and wildlife news (15):  22-23, ISSN 13426125, NAID 10018374922

- 浅川満彦 (1983), “エゾヤチネズミClethrionomys rufocanus bedfordiae(Thomas)の内部寄生虫相について”, 寄生虫学雑誌 (日本寄生虫学会) 32 (5):  399-411, ISSN 00215171

- 浅川満彦; 神谷晴夫; 大林正士 (1988), “Studies on the Parasite Fauna of Insectivora II. Four new capillarid nematodes from the Japanese shrews, genera Sorex and Crocidura”, 酪農学園大学紀要. 自然科学編 (酪農学園大学) 12 (2):  335-347, ISSN 0388001X, NAID 110000362939

- 浅川満彦; 長谷川英男; 福本真一郎 (1988), “A Taxonomical Note on Longistriata wolgaensis sensu YAMAGUTI, 1954 (Nematoda : Hiligmonellidae : Nippostrongylinae) from Clethrionomys smithii”, 酪農学園大学紀要. 自然科学編 (酪農学園大学) (2):  367-370, ISSN 0388001X, NAID 110000362941

- 浅川満彦; 内川公人 (1991), “Brief Communication A new host and locality record for Trichostrongylus retortaeformis (Zeder, 1800) (Nematoda : Trichostrongyloidea : Trichostrongylidae) from the Japanese grass vole, (Microtus montebelli) (Milne-Edwasds) (Rodentia : Microtidae) in Nagano Prefecture, Japan”, 酪農学園大学紀要. 自然科学編 (酪農学園大学) 16 (1):  15-20, ISSN 0388001X, NAID 110000363010

- 浅川満彦; 小林秀司; 原田正史 (1993), “サハリン産モリレミングから検出されたヘリグモソームム科線虫 Heligmosomum (Paraheligmosomum) sp. の記録”, 酪農学園大学紀要. 自然科学編 (酪農学園大学) 18:  1-4, ISSN 0388001X, NAID 110000363044

- 浅川満彦; 安間繁樹; 沢田勇; [他] (1995), “ヤマネマウス属におけるニッポストロンギルス属線虫寄生の検討”, 酪農学園大学紀要. 自然科学編 (酪農学園大学) 20 (1):  1-4, ISSN 0388001X, NAID 110000363097

- 浅川満彦; 織田銑一; 原田正史; 成田裕一; 子安和弘; チェチューリン A. I.; ドブロトボルスキー A. K.; パノフ V. V.; ボロデイン P. M.; フェドロフ K. P. (1995), “ロシア共和国西シベリア南部アカデムゴロトク市周辺で採集した小哺乳類のヘリグモソームム科線虫”, 日本生物地理学会会報 50 (1):  11-14, ISSN 00678716, NAID 10002622379

- 浅川満彦 (1997), “日本列島に生息する野ネズミ類から検出された寄生線虫の生物地理学”, Japanese journal of zoo and wildlife medicine (日本野生動物医学会) 2 (1):  35-44, doi:10.5686/jjzwm.2.35, ISSN 13426133, NAID 110002683100

- 浅川満彦; 子安和弘; 原田正史; クリシュナ シュレスタ C.; 目加田和之; 織田銑一 (1997), “ネパール・ヒマラヤ地方で採集されたヒマラヤアカネズミApodemus gurkhaおよびシッキムハタネズミMicrotus sikimensisの内部寄生虫相の検討”, Japanese journal of zoo and wildlife medicine (日本野生動物医学会) 2 (2):  81-85, doi:10.5686/jjzwm.2.81, ISSN 13426133, NAID 110002683106

- 浅川満彦; 森哲; 本川雅治 (1997), “宮城県金華山島で採集されたヒメネズミApodemus argenteus(ネズミ科:齧歯目)の寄生蠕虫類”, 酪農学園大学紀要. 自然科学編 (酪農学園大学) 22 (1):  147-150, ISSN 0388001X

- 浅川満彦 (1998), “日本列島産ヤチネズミ類と寄生線虫類との宿主-寄生体関係成立に関しての一考察”, 哺乳類科学 (日本哺乳類学会) 38 (1):  171-180, ISSN 0385437X

- 浅川満彦; 富倉忠義; 本川雅治; 原田正史 (1998), “鹿児島県大隅諸島産アカネズミ属の寄生線虫類の初記録”, 日本生物地理学会会報 (日本生物地理学会) 53 (2):  29-33, ISSN 00678716

- 的場洋平; 坂田金正; 浅川満彦 (2002), “新潟県佐渡島産タヌキの内部寄生蠕虫相”, 日本生物地理学会会報 (日本生物地理学会) 57:  31-36, ISSN 00678716

- 淺野玄; 的場洋平; 池田透; 鈴木正嗣; 浅川満彦; 大泰司紀之 (2003), “北海道における移入アライグマ(Procyon lotor)の繁殖学的特性”, The journal of veterinary medical science (社団法人日本獣医学会) 65 (3):  s・ix369-373, ISSN 09167250

- 坂田金正; 浅川満彦 (2003), “サドモグラ(Mogera tokudae)の寄生線虫類 : ─特にTricholinstowia talpae(Morgan, 1928)の佐渡島からの初記録とその形態”, 酪農学園大学紀要. 自然科学編 (酪農学園大学) 27 (2):  211-214, ISSN 0388001X

- 浅川満彦; ブラジル マークA.; 千葉晃 (2004), “野生動物医学的ネットワーク構築の必要性 : ラムサール条約登録湿地「佐潟」とその周辺湖沼群の水鳥類保護活動の例から”, ワイルドライフ・フォーラム (野生生物保護学会) 9 (1-8), ISSN 13418785

- 坂田金正; 高田靖司; 植松康; 酒井英一; 立石隆; 長谷川雅美; 蔭山麻里子; 浅川満彦 (2006), “伊豆諸島に生息するアカネズミ Apodemus speciosus(齧歯目ネズミ科)の寄生線虫類に関する初報告およびその種構成の特色”, 日本生物地理学会会報 (日本生物地理学会) 61 (135-139), ISSN 00678716

- 浅川満彦; 佐藤未希; 曽根啓子; 立澤史郎; 織田銑一 (2009), “愛知県および兵庫県で捕獲された外来齧歯類ヌートリアMyocastor coypusにおける寄生蠕虫類調査(続報)”, 酪農学園大学紀要. 自然科学編 (酪農学園大学) 33 (2):  291-292, ISSN 0388001X

- 吉識綾子; 的場洋平; 浅川満彦; 高橋樹史; 中野良宣; 菊池直哉 (2011), “北海道のアライグマからのレプトスピラの分離と抗体調査”, 獣医疫学雑誌 15 (2):  100-105, doi:10.2743/jve.15.100

- 平山琢朗; 大島由子; 水尾愛; 小林朋子; 坂田金正; 河原淳; 長谷川英男; 浅川満彦 (2012), “嶮暮帰島で採集された小哺乳類寄生性蠕虫類の初記録”, 酪農学園大学紀要. 自然科学編 (酪農学園大学) 37 (1):  15-17, ISSN 0388001X, NAID 110009478594